# Франссон, Александр
Александр Мартин Франссон (швед. Alexander Fransson; род. 2 апреля 1994, Норрчёпинг, Эстергётланд) — шведский футболист, полузащитник клуба «Омония» (Никосия).

## Клубная карьера
Франссон — воспитанник клуба «Норрчёпинг», за который играл в 2008—2015 годах. 1 апреля 2013 года в матче против «Мьельбю» дебютировал в чемпионате Швеции. 14 августа 2014 года в матче против «Мьельбю» забил первый гол за «Норрчёпинг». В сезоне 2015 помог команде впервые за 26 лет выиграть чемпионат Швеции, а также стал обладателем национального суперкубка.
2 января 2016 года перешёл в швейцарский клуб «Базель», подписав контракт на 4,5 года.
4 июля 2018 года вернулся в «Норрчёпинг» и подписал со шведским клубом трёхлетний контракт.
2 февраля 2022 года подписал контракт с греческим клубом АЕК на 1.5 года.

## Международная карьера
Играл за различные молодёжные сборные Швеции. 6 января 2016 года в неофициальном товарищеском матче против сборной Эстонии дебютировал за первую команду.

## Достижения

### «Норрчёпинг»
- Чемпион Швеции: 2015
- Обладатель Суперкубка Швеции: 2015

### «Базель»
- Чемпион Швейцарии (2): 2015/16, 2016/17
- Обладатель Кубка Швейцарии: 2016/17